# Swertia anomala
Swertia anomala är en gentianaväxtart som beskrevs av Takenoshin Nakai. Swertia anomala ingår i släktet Swertia och familjen gentianaväxter. Inga underarter finns listade i Catalogue of Life.